# 桑颇家族
桑颇家族（藏語：བསམ་ཕོ་，威利转写：bsam pho，THL：Sampo），全称桑珠颇章（藏語：བསམ་གྲུབ་ཕོ་བྲང་，威利转写：bsam grub pho brang，THL：Samdrup Podrang），西藏贵族，是七世达赖所在的尧西家族。
该家族的奠基人为七世达赖之父索诺木达尔扎，于1729年（雍正七年）被雍正帝封为“辅国公”。此后家族在桑日康玛（zangs ri khang dmar）附近建造了桑珠颇章宫，家族便因此而得名。
此后该家族继承人一直被中央政府封为辅国公或台吉爵位。家族中最后一位台吉爵位的获得者是桑颇·才旺仁增，他在中华人民共和国成立后曾任西藏军区副司令员等职。

## 人物
- 索诺木达尔扎（བསོད་ནམས་དར་རྒྱས་，bsod nams dar rgyas，？－1744年），出生于穷结家族，原在哲蚌寺出家，后还俗。1727年因参与杀害首席噶伦康济鼐的事件而被逐。不过仍于1729年被封“辅国公”，但不得干预政治。
  - 子：格桑嘉措（བསྐལ་བཟང་རྒྱ་མཚོ་，bskal bzang rgya mtsho，1708年－1757年），七世达赖。
  - 子：贡嘎丹增（ཀུན་དགའ་བསྟན་འཛིན་，kun dga' bstan 'dzin，？－1773年），1744年承袭辅国公爵位。1763年出任噶伦。
    - 子：扎喜那木札勒（བཀྲ་ཤིས་རྣམ་རྒྱལ་，bkra shis rnam rgyal，？－1791年），承袭辅国公爵位。1788年出任噶伦。1791年在与廓尔喀人的战争中身亡。
      - 子：却多尔旺曲（ཕྱག་རྡོར་དབང་ཕྱུག་，phyag rdor dbang phyug，？－1817年），降等承袭一等台吉爵位。
        - 子：索伦彭措（བསོད་ལྷུན་ཕུན་ཚོགས་，bsod lhun phun tshogs，？－1831年），降等承袭二等台吉爵位。
          - 子：坚赞额珠（རྒྱལ་མཚན་དངོས་གྲུབ་，rgyal mtshan dngos grub，？－1856年后），被封为一等台吉，1852年出任噶伦。
            - 子：（佚名），台吉。
              - 女婿：诺布才仁（ནོར་བུ་ཚེ་རིང་，nor bu tshe ring，？－1910年），原名索康·诺布才仁，后作为玛巴而取桑颇之名。1910年任代理噶伦。1910年在印度去世。
                - 子：帕玛多吉（པདམ་རྡོ་རྗེ་，padma rdo rje），曾于一战期间前往奎达进行军事训练。1942年与其他军官一同被开除出军队。

              - 子：诺布扎都（ནོར་བུ་དགྲ་འདུལ་，nor bu dgra 'dul），一等台吉。
              - 子：恰朵（ཕྱག་རྡོར་，phyag rdor，？－1923年后），1900年承袭一等台吉爵位。
                - 子：才旺仁增（ཚེ་དབང་རིག་འཛིན་，tshe dbang rig 'dzin，1905年－1973年），承袭台吉爵位，1957年出任噶伦。中华人民共和国成立后曾任西藏军区副司令员等职，文革期间受难。
                  - 子：登增顿珠（བསྟན་འཛིན་དོན་གྲུབ་，bstan 'dzin don grub，1924年－1987年），历任噶准穷哇、仁希、代本等职。1959年藏区骚乱后被捕，两年后因病释放。
                  - 女：贡觉白姆（1920年－2012年），嫁给唐麦·顿珠次仁。藏文书法家，曾任西藏自治区政协副主席。
                  - 女：桑吉德西（？－1957年），嫁给锡金王储巴登顿珠郎加（后来成为锡金末代国王）为妻。

    - 子：格桑丹增南杰（བསྐལ་བཟང་བསྟན་འཛིན་རྣམ་རྒྱལ་， bskal bzang bstan 'dzin rnam rgyal），曾任噶伦喇嘛。